# 바운티 헌터 (2010년 영화)
《바운티 헌터》(영어: The Bounty Hunter)는 2010년 공개된 미국의 로맨틱 액션 코미디 영화이다.

## 줄거리
탐사 보도 기자인 니콜은 경찰 폭행죄로 체포된 후 보석 심리에 출석하러 가는 길에 조사 중인 살인 의심 사건 정보원으로부터 급한 연락을 받는다. 니콜이 법원에 모습을 나타내지 않자 판사는 보석을 취소하고 구속 영장을 발부한다. 니콜을 붙잡아오는 일에는 보수 5천 달러가 걸리고, 니콜의 보석 보증인 시드는 이 일을 니콜의 전남편인 현상금 사냥꾼 마일로에게 맡긴다.
마일로는 추적 끝에 니콜의 신변을 확보한다. 마일로가 도박빚을 진 마권업자 아이린의 부하들, 니콜이 조사 중인 사건과 연루된 부패한 경찰 얼, 니콜에게 반해있으며 마일로에게서 니콜을 구해내려는 직장 동료 스튜어트는 맨해튼으로 돌아가는 니콜과 마일로를 동시에 뒤쫓는다. 마일로는 니콜로부터 뉴욕 경찰국 형사 시절 파트너였던 보비가 사건과 관련된 증거가 있다는 얘기를 듣자 니콜과 함께 사건을 조사하기로 한다.

## 출연
- 제니퍼 애니스턴 - 니콜 헐리 역
- 제라드 버틀러 - 마일로 보이드 역
- 제이슨 수데이키스 - 스튜어트 역
- 제프 갈린 - 시드 역
- 캐시 모리아티 - 아이린 역
- 리치 코스터 - 레이 역
- 셔반 팰런 호건 - 테리사 역
- 피터 그린 - 얼 말러 역
- 도리언 미식 - 보비 젱킨스 역
- 캐럴 케인 - 돈 역
- 애덤 러페브러 - 에드먼드 역
- 크리스틴 버랜스키 - 키티 헐리 역
- 크리스천 보럴 - 캐디 역

## 기타 제작진
- 배역: 캐슬린 쇼팬
- 미술: 제인 머스키
- 세트: 엘런 크리스천슨